# (35768) 1999 JR1
1999 JR1 (asteroide 35768) é um asteroide da cintura principal. Possui uma excentricidade de 0.05089890 e uma inclinação de 3.43583º.
Este asteroide foi descoberto no dia 8 de maio de 1999 por CSS em Catalina.